# Teatro Fortuny
El Teatro Fortuny es el principal teatro de la población de Reus (Tarragona), surgido en 1882 para dotar a la entonces segunda ciudad de Cataluña de un teatro del nivel de otras grandes ciudades. Debe su nombre al pintor Mariano Fortuny.
Francesc Blanc fue su arquitecto y el decorador fue Josep Puig. En 1919 el edificio fue adquirido por la sociedad El Círcol (El círculo). Después de la guerra se destinó como sala de cine, con el nombre de «Cine Fortuny» y se fue degradando, siendo poco frecuentes las representaciones teatrales.
En 1981 un consorcio entre la Generalidad de Cataluña, la Diputación de Tarragona y el Ayuntamiento de Reus permitió su rehabilitación y explotación, con un convenio con la sociedad propietaria. Reabrió sus puertas en 1988. Una fundación vela por su mantenimiento.
Tiene un aforo de 807 localidades.